# 글렌로시스

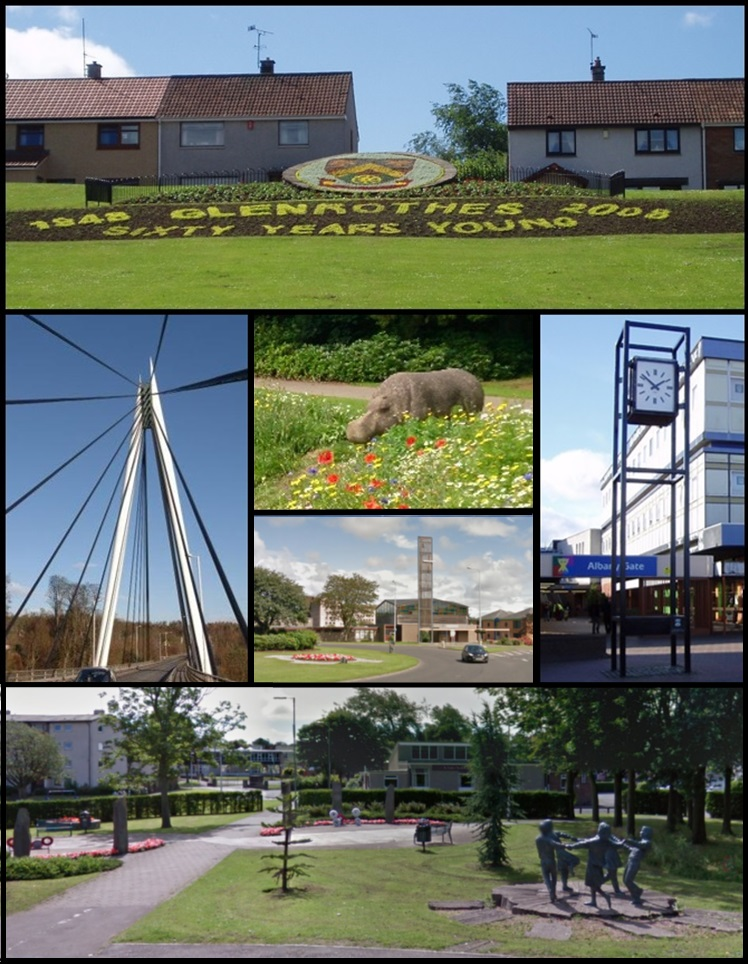
글렌로시스

글렌로시스(Glenrothes)는 스코틀랜드 파이프의 도시이다. 인구는 38,750명이다.